# Culturomica
La culturomica è una forma di lessicologia computazionale che studia il comportamento umano e le tendenze culturali attraverso l'analisi quantitativa di testi digitalizzati. In questa disciplina, i ricercatori estraggono dati da archivi digitali per investigare come i fenomeni culturali vengono riflessi nel linguaggio e nell'utilizzo delle parole. Il termine costituisce la traduzione italiana di un neologismo inglese apparso per la prima volta nel 2011 in un articolo della rivista Science dal titolo Quantitative Analysis of Culture Using Millions of Digitized Books, firmato da diversi ricercatori dell'Università di Harvard.
La principale (ma non l'unica) base di dati utilizzata dalla disciplina è costituita dalla biblioteca digitale Google Libri. Due dei firmatari dell'articolo citato, Jean-Baptiste Michel e Erez Lieberman Aiden, sono stati fra i contributori del progetto di Google chiamato "Google Ngram Viewer" che analizza Google Libri alla ricerca di schemi d'uso del linguaggio nel tempo, attraverso l'utilizzo di n-grammi. Tale strumento permette di scoprire l'apparizione, la quantità di ricorrenze e l'evenutale declino di parole e nomi in diverse lingue, fornendo indizi sia sull'evoluzione delle lingue stesse, sia sullo sviluppo della cultura e della società di determinati paesi e periodi.